# 서울신구로초등학교
서울신구로초등학교는 대한민국 서울특별시 구로구 구로동에 있는 공립 초등학교이다.

## 학교 연혁
- 1982년 10월 26일 서울신구로초등학교 개교(설립인가 7월 7일)
- 1997년 7월 26일 방송실 설치
- 1997년 11월 20일 급식실, 컴퓨터실, 도서실 개관
- 2002년 3월 1일 미래초등학교 분리(24학급 646명)
- 2003년 1월 10일 강당 설치(2개 교실)
- 2008년 8월 24일 도서실 현대화 사업
- 2008년 8월 25일 보건실 현대화 사업
- 2009년 9월 24일 화장실 현대화 사업 완료
- 2013년 4월 13일 상담실 신설

## 학교 상징
- 교화(校花) - 장미 : 아름다움, 애정, 미덕
- 교목(校木) - 주목 : 명예

## 참고 자료
- 서울신구로초등학교 - 한국교육학술정보원 학교알리미